# 沖縄県道244号渡久地山入端線
沖縄県道244号渡久地山入端線（おきなわけんどう244ごう とぐちやまのはせん）は沖縄県国頭郡本部町渡久地と名護市山入端とを結ぶ一般県道。

## 概要

### 区間
- 起点：国頭郡本部町字渡久地（沖縄県道84号名護本部線・沖縄県道219号渡久地港線）
  - 正式には渡久地交差点だが、実際の起点は県道219号渡久地港入口交点
- 終点：名護市字山入端（国道449号・本部循環線）
  - 実際の終点は名護市字安和だが、交差する国道449号がほぼ全区間にわたってバイパスを含めた道路改良工事を行っており、それらが完成しだい交差する旧道部分が県道降格し、この路線となる予定。
- 総延長：6.52km

### 通過自治体
- 国頭郡本部町-名護市

### 交差・重複道路
- 沖縄県道84号名護本部線（起点・県道219号被重複区間内）
- 沖縄県道219号渡久地港線（起点・起点 - 渡久地港入口間は重複）
- 国道449号（終点・名護市安和 - 終点間は重複）

## 歴史・特徴
- 1995年（平成7年）に区間内の本部町道・名護市道が昇格、指定される。
- 起点 - 本部町大浜間はかつての本部循環線で、1953年（昭和28年）に琉球政府道112号線として指定、1972年（昭和47年）の本土復帰後に主要地方道本部循環線（県道112→71号）となったが、1975年（昭和50年）の本部大橋開通で同路線から外れ本部町道に降格、県道指定と同時に再昇格となった。現在本路線で道路整備が比較的よいのはこの区間だけ。
- 山間部を通るため道路状況は良くなく、ほとんどの区間が道幅も狭く、険道といわれてもおかしくない。名護市安和・山入端の国道449号方面から本部町に入るのは同国道しかなく、道路整備が進めば町中心部への近道となるだけでなく、ドライブコースにもなるが整備の目処は現在ない。
- 起点部分（琉球セメント - 辺名地ダム付近）は県道の指定からは外れた模様。